# Iglesia Luterana en Chile
La Iglesia Luterana en Chile (ILCH) es la mayor y una de las dos principales denominaciones cristianas del luteranismo en Chile, junto a la Iglesia Evangélica Luterana en Chile (IELCH). En la actualidad posee más de diez mil miembros.
A nivel internacional, la iglesia forma parte de la Federación Luterana Mundial (adherida en 1991).

## Historia

### Inicios
El luteranismo en Chile tiene sus orígenes con la llegada masiva de los inmigrantes alemanes, suizos y algunos austriacos de fe protestante llegados a partir de 1845, con la promulgación de la "Ley de Inmigración Selectiva" del Gobierno de Chile. A partir de la ley interpretativa de la libertad de cultos de 1865, se permitió a las iglesias no católicas de celebrar sus servicios religiosos al interior de sus edificios, los cuales eran considerados como «casas particulares» por la Iglesia católica, la religión oficial del país hasta 1925. Para el caso de las iglesias protestantes, la predicación se encontraba prohibida en espacios públicos, donde además se les instaba a utilizar el idioma de origen de los fieles, al ser consideradas como religiones «extranjeras». Por ende, inicialmente, casi todos los servicios religiosos eran ofrecidos en idioma alemán hasta la década de 1960, cuando como parte de un proceso de integrismo y chilenización, comenzó a masificarse los servicios divinos (Gottesdienst) bilingües en español.
En enero de 1907 se celebró el primer Sínodo Luterano de Chile de las iglesias a nivel nacional, siendo elegido como su primer Presidente, el pastor Theodor Lincke de Valdivia.

### Actualidad
La actual institucionalidad de la iglesia fue fundada en 1975, luego de la disgregación del luteranismo chileno una vez iniciada la dictadura militar, quedando esta y la Iglesia Evangélica Luterana en Chile de forma separada. Para los asuntos de tipo ecuménico con otras iglesias protestantes chilenas, la ILCH forma parte del Concilio de Iglesias Protestantes Históricas de Chile (CIPHCh).
La iglesia luterana ha tomado un rol activo en la sociedad chilena en su misión de preocuparse por las problemáticas sociales y económicas que afectan al país, tales como la desigualdad de ingreso y la pobreza, así como también en brindar apoyo a grupos históricamente marginalizados, como las minorías étnicas y sexuales, las víctimas de violencia doméstica y abuso sexual, los pacientes infectados con VIH/Sida, etc.
Cada año, la iglesia organiza un campamento de verano familiar y juvenil en las dependencias de su templo en Puerto Fonck, a orillas del ala norte del lago Llanquihue.

## Organización

### Comunidades

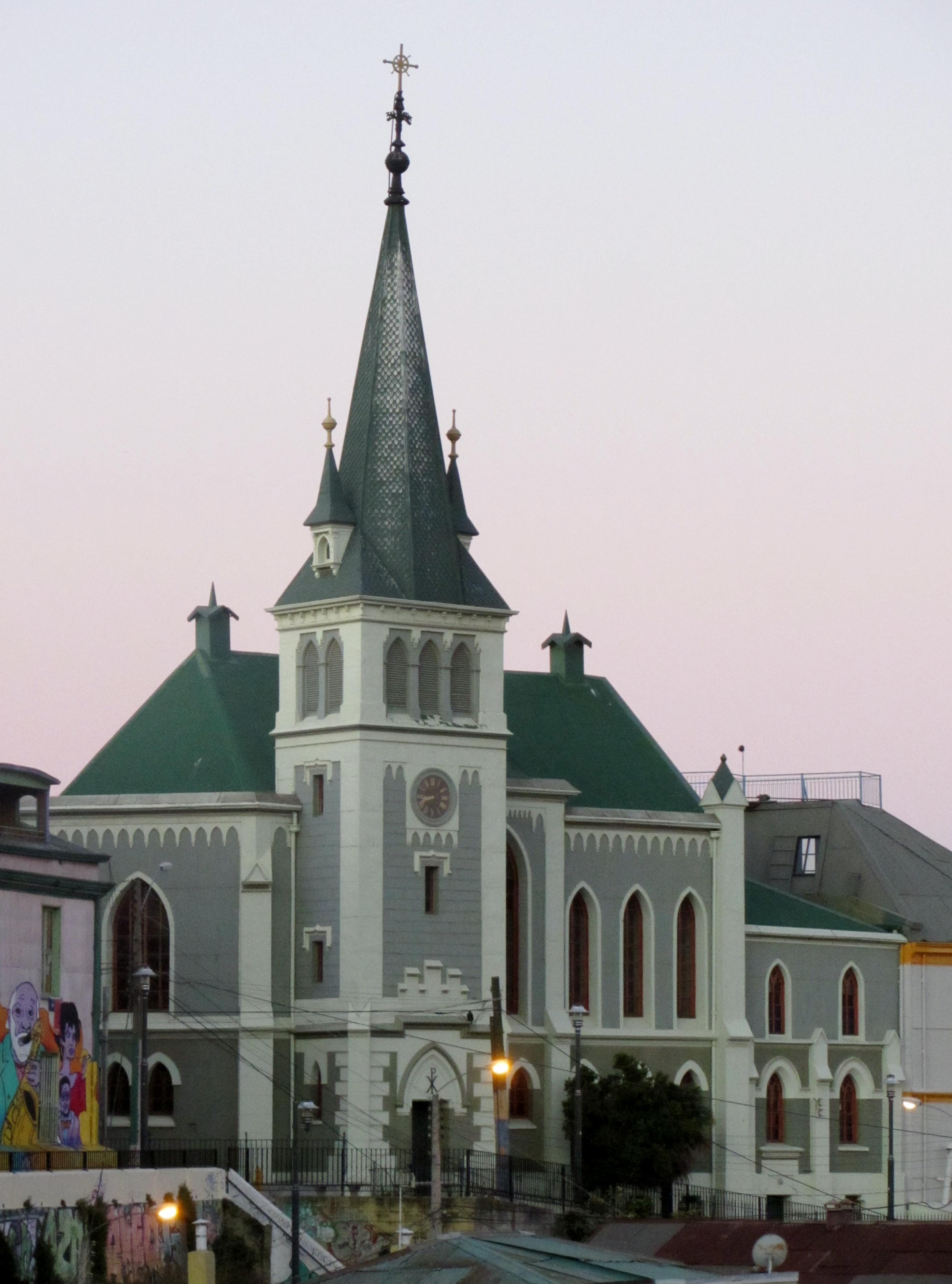
Iglesia Luterana en el Cerro Concepción, Valparaíso.

Cada iglesia es administrada de forma independiente a través de una comunidad que se reúnen mediante un Sínodo. En la actualidad existen diez comunidades a lo largo de todo el país, mayoritariamente ubicadas en el sur de Chile, las cuales son:
- Valparaíso (La Santa Cruz) y Viña del Mar (La Trinidad)
- Santiago (El Redentor) y Vitacura (San Pablo)
- Concepción (Martin Luther)[7]
- Temuco
- Los Ángeles
- Valdivia
- Paillaco
- Osorno
- La Unión
- Comunidad del Lago (Frutillar, Llanquihue, Nueva Braunau, Purranque, Los Bajos, Puerto Octay y Puerto Fonck)
- Comunidad del Sur (Puerto Montt, Puerto Varas, Ancud, Los Muermos, La Laja y la Fábrica)

### Obispos
En términos eclesiásticos, el obispo es la principal autoridad espiritual y quien preside la Conferencia de Pastores bajo el principio primus inter pares; asimismo, es junto al Presidente Laico, los dos mayores representantes de la Iglesia a nivel nacional. Desde su escisión de la IELCH, han ostentado dicho cargo las siguientes personas: 
- Richard Wagner (1975-1987)
- Kurt Gysel (1987-2005)
- Rolando Holtz (2005-2011)
- Siegfried Sander (2011-2017)
- Alexis Salgado (2017-2023)
- Esteban Alfaro (2023-)[8]